# 1600-talet (decennium)

## Händelser
- 20 mars 1600 - Linköpings blodbad äger rum.
- Den stora oredan, (ryska smuta) (1605-1613) börjar i Ryssland.

## Födda
- 28 januari 1600 – Clemens IX, påve.
- 19 november 1600 – Karl I av England, kung av England, kung av Skottland och kung av Irland.
- 27 september 1601 – Ludvig XIII av Frankrike, kung av Frankrike och kung av Navarra.
- 17 augusti 1603 – Lennart Torstenson, svensk fältherre, greve, överstelöjtnant, överste, general, riksråd och fältmarskalk, generalguvernör i Västergötland, Dalsland, Värmland och Halland.
- 18 mars 1609 – Fredrik III av Danmark, kung av Danmark och kung av Norge.

## Avlidna
- 1600 - Giordano Bruno, italiensk filosof.